# عقوبة (قانون)
العُقُوبَةُ في اللغة:
جزاء بالشر، قصاص - مصدر عاقبَ.

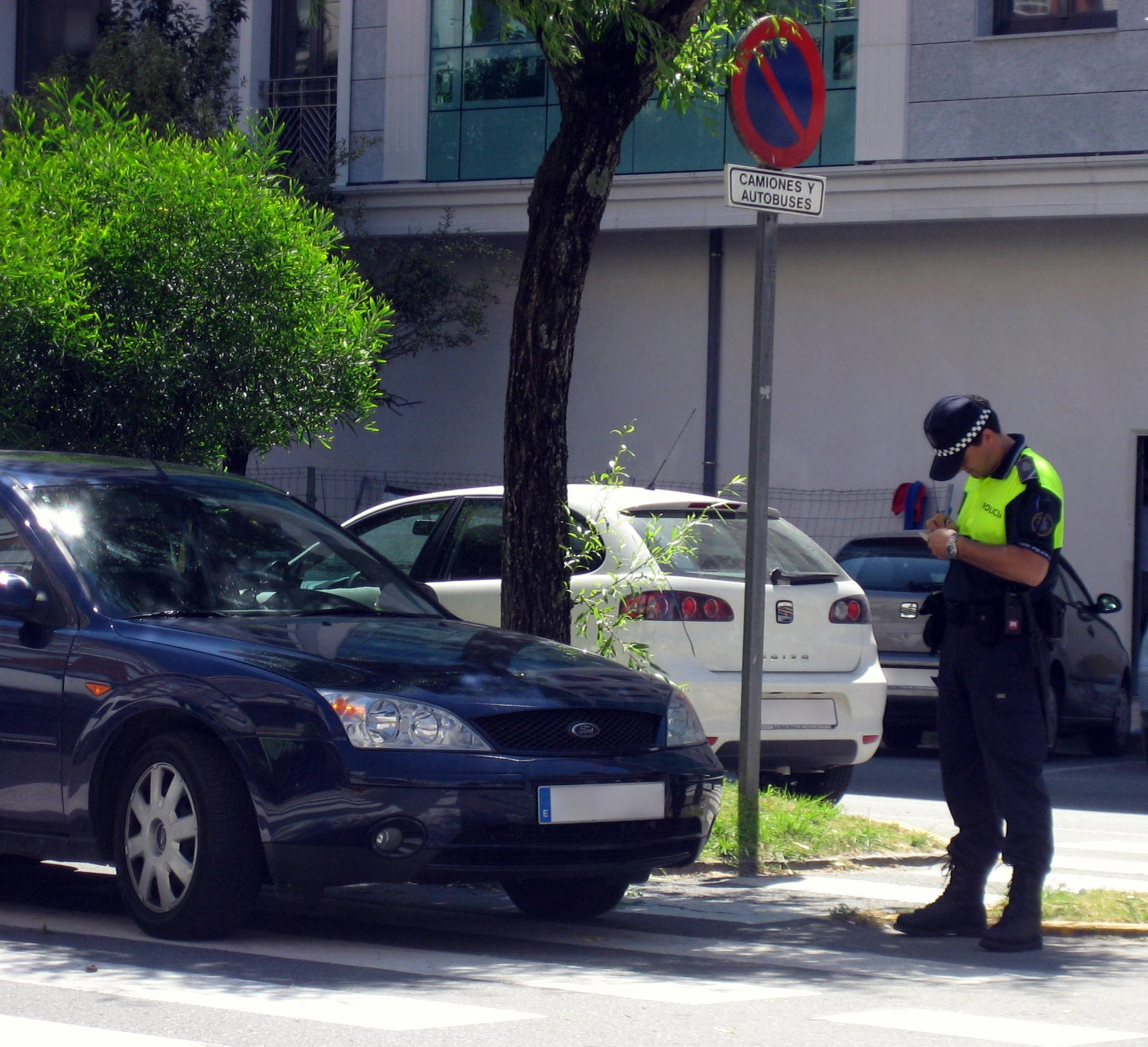

جزاءُ فعل السُّوء، ما يلحق الإنسان من المحنة بعد الذَّنب في الدُّنيا «لكلّ ذنبٍ عقوبة، - عقوبة بدنيّة / جنائيّة، - عقوبة بالأشغال الشَّاقَّة»

## تعريف العقوبة قانونياً
العقوبة جزاء وعلاج يفرض باسم المجتمع على شخص مسؤول جزائيا عن جريمة ارتكبها بناء على حكم قضائي مبرم صادر عن محكمة مختصة وهي جزاء ينطوي على الايلام أو الحرمان من حق الحياة أو الحرمان من الحرية أو الحرمان من مباشرة بعض الحقوق أو الحرمان من المال.
واستنادا لمبدأ شرعية الجرائم والعقوبات لا بد لفرض عقوبة ما من وجود جريمة نص القانون على عقاب مرتكبيها ولا بد من وجود تناسب بين الجريمة والجزاء ويجب ان تهدف العقوبة إلى اشعار المجرم بذنبه لا اصلاحه وتاهيله وليس للانتقام أو الثار منه وهذا يسمى بالردع الخاص ولكن إذا لم يتحقق الردع الخاص وجب على القضاة التشدد في الاحكام.
كما ان العقوبة تهدف إلى اشعار افراد المجتمع بان العقاب ينتظرهم إذا ما اقدموا على ارتكاب فعل يشكل جريمة وهذا ما يسمى بالردع العام.

## عناصر العقوبة

### أولا: العقوبة جزاء وعلاج
العقوبة جزاء، وهذا الجزاء ينطوي على الإيلام؛ إلا أن عذاب العقوبة وألمها لم يعد يهدف إلى الانتقام والثأر وإنزال الأذى بمن اعتدى على أمن المجتمع ونظامه، بل أصبح وسيلة لإصلاحه وعلاجه، وهذا المفهوم للعقوبة دفع المشرعين لإلغاء عقوبات الحرق والتمزيق والصلب والوسم والكي بالنار؛ كما دفع العديد من التشريعات لإلغاء عقوبات الإعدام والأشغال الشاقة والسجن المؤبد.

### ثانيا: العقوبة التي تفرض باسم المجتمع
- العقوبة تفرض باسم المجتمع لأنها رد فعل اجتماعي لحماية أمن المجتمع وضمان استقراره، ولحماية الفرد من النوازع الإجرامية الموجودة في داخله.
- ورد الفعل الاجتماعي لا يعطي الحق للأفراد لكي يقتصوا لأنفسهم من المجرمين؛ فالقصاص الفردي مرفوض من جميع الشرائع الوضعية، والمجتمع وحده صاحب الحق والسلطة في التجريم والعقاب.

### ثالثا: العقوبة القانونية
ومعنى قانونية العقوبة أنه لا يجوز فرضها إلا إذا ورد النص عليها من المشرع في وقت لاحق لارتكاب الجريمة.
والسلطة التشريعية أو من تفوضه هي صاحبة الحق في النص عليها، وبيان جنسها ومقدارها، ومدى سلطة القاضي في تطبيقها.

### رابعا: العقوبة لا تفرض إلا من قبل محكمة جزائية مختصة
والمقصود بذلك أنه لا يجوز فرض عقوبة من قبل سلطات الدولة الإدارية، بل يجب أن يناط فرضها بالسلطة القضائية، وبالمحكمة التي تعينها هذه السلطة لتنظر في القضايا الجزائية ضمن حدود ولايتها.

### خامسا: العقوبة شخصية
أي أنه لا يجوز أن تمتد العقوبة إلى غير الشخص المسئول عن الفعل الإجرامي، ولا يصح أن تنال أحد أفراد أسرته، أو أحد أصدقائه أو أقاربه، كما لا يصح أن تنال المسئول بالمال؛ فهذا الشخص تقام الدعوى الشخصية عليه، ويحكم بتعويضات مالية لها الصفة المدنية، ولا يشترط أن تمس العقوبة الفاعل الأصلي للجريمة فقط، بل هي تمس أيضا الشريك والمحرض والمتدخل والمخفي.

### سادسا: العقوبة يشترط فيها المساواة
- ومعنى ذلك أن عقوبة جريمة معينة هي واحدة بالنسبة لجميع الناس دون تفريق بينهم من حيث الجنس أو اللون أو الطائفة أو الطبقة أو الثروة.
- والمقصود بالمساواة هنا، المساواة في العقوبة بنص القانون، ومن الجدير بالذكر أن السلطة التي منحها المشرع للقاضي من أجل التفريق بين المجرمين حسب ظروفهم الشخصية لا تخل بهذه المساواة بل يمكن القول بأن المساواة في العقوبة لا تتحقق إلا بهذا التفريق.

### سابعا: العقوبة قابلة للرجوع فيها
فإذا تبين للقضاء خطأه وأن العقوبة فرضت على شخص غير مسئول عن الجريمة فمن الواجب إيقاف تنفيذ العقوبة فورا والتعويض على المحكوم عليه أو ورثته لقاء ما لحقه من أذى لم يكن موضوعا في محله.

### ثامنا: العقوبة تتناسب في طبيعتها ومقدارها مع شخصية الجاني
وهذا هو محتوى نظرية تفريد العقاب، وهذه النظرية ترى أن شخصية المجرم يجب أن يكون لها المكان الأول في القانون الجزائي، وأن العقوبة يجب أن تكون ملائمة لهذه الشخصية؛ فكل شخص يرتكب فعلا إجراميا لابد أن يكون في حقيقة الأمر مدفوعا بعوامل اجتماعية واقتصادية ونفسية متعددة؛ وهذه الحقيقة تتطلب أن تكون العقوبة من حيث نوعها ومقدارها ملائمة لحالته للتمكن من إصلاحه وإعادته إنسانا سويا إلى حظيرة المجتمع، ولا جدال في أن ما يتفق من العقوبة مع زيد قد لا يتفق مع عمرو، وما ينفع في إصلاح بكر قد لا يجدي في إصلاح خالد.
- ووسائل تفريد العقاب تتحدد عادة من قبل المشرع؛ فهو الذي يصنف الجناة ويقسمهم إلى فصائل أو زمر، ويبين درجة مسئولية كل واحد منهم والعقوبة التي تناسبه.
- والمشرع هو الذي يمنح القاضي سلطة تقدير العقوبة بين حدين أدنى وأعلى، أو يمنحه سلطة تخفيض العقوبة أو تشديدها، أو سلطة وقف تنفيذ العقوبة لبعض الطوائف من المدنيين ضمن شروط معينة.
- والمشرع هو الذي يضع القواعد الأساسية في تنفيذ العقوبة.
- ثم يترك الأمر للسلطة القضائية أو للسلطة الإدارية، أو للسلطتين معا؛ لتصنيف المحكوم عليهم وتطبيق العقوبات المفروضة عليهم حسب ظروفهم وأوضاعهم، أو منحهم عفوا خاصا، أو وقف الحكم النافذ بحقهم والإفراج عنهم إفراجا شرطيا.

## أنواع العقوبة
تتنوع العقوبات حسب معايير اعتمدتها معظم تشريعات العالم وهي:
- معيار جسامة العقوبة
- معيار الرابطة بين العقوبات
- معيار موضوع العقوبة وهي وفق المعايير الثلاثة كما يلي:

## معيار الجسامة

### 1- العقوبات الجنائية
وهي نوعان:
- جنائية عادية: وهي اعدام – اشغال شاقة مؤبدة – اعتقال مؤبد – اشغال شاقة مؤقتة – اعتقال مؤقت
- جنائية سياسية: وهي اعتقال مؤبد، مؤقت، اقامة جبرية، وتجريد مدني.

### 2- العقوبات الجنحية
وهي جنحية عادية وجنحية سياسية وهي الحبس البسيط والإقامة الجبرية لمدة محددة والغرامة

### 3- العقوبة التكديرية
وهي الحبس التكديري بين 24 ساعة إلى عشرة أيام والغرامة المالية.

### 4- العقوبات الاصلية
التي قررها القانون والعقوبات التبعية ففي القانون السوري يجرد مدنيا من يحكم بالاشغال الشاقة المؤبدة في الجنايات والعقوبات الاضافية مثل نشر الحكم في مكان سكن المحكوم.

### 5- العقوبات البدنية
تقع على الا نسان وهي الإعدام والعقوبات الماسة بالحرية كالحبس والإقامة الجبرية والعقوبات الماسة بالحقوق كالتجريد المدني والعقوبات النفسية التي تمس الشرف والاعتبار كالصاق ونشر الحكم والعقوبات المالية التي تمس الذمة المالية كالغرامة والمصادرة

### العقوبات المانعة للحرية
- عقوبة الاشغال الشاقة
- عقوبة الاعتقال
- عقوبة الحبس
- الحبس مع التشغيل
- الحبس البسيط
- الحبس التكديري
- الاقامة الجبرية

### التدبير الاحترازي
- هو إجراء لمواجهة الخطورة الاجرامية الكامنة في شخصية مرتكب الجريمة بغية تخليصه منها ودرئها عن المجتمع.
- التدبير ذو طابع تأهيلي ووقائي وهو لا يقصد به الإيلام.
- ومن أهم التدابير الوقائية لمنع سرقة المال العام توفير الحاجات الاساسية للإنسان:
- الوزير، القاضي، ضابط الشرطة، الموظف والمدير وغيره من مسكن وملبس وسيارة.[3]

## وصلات خارجية
- http://www.alukah.net/Web/fouad/0/35474/
- www.justice.gov.ma/console/Uploads/Doc/etude132005.doc
- http://www.lob.gov.jo/ui/laws/search_no.jsp?year=1960&no=16